# الصراع الصربي مع نوغاي

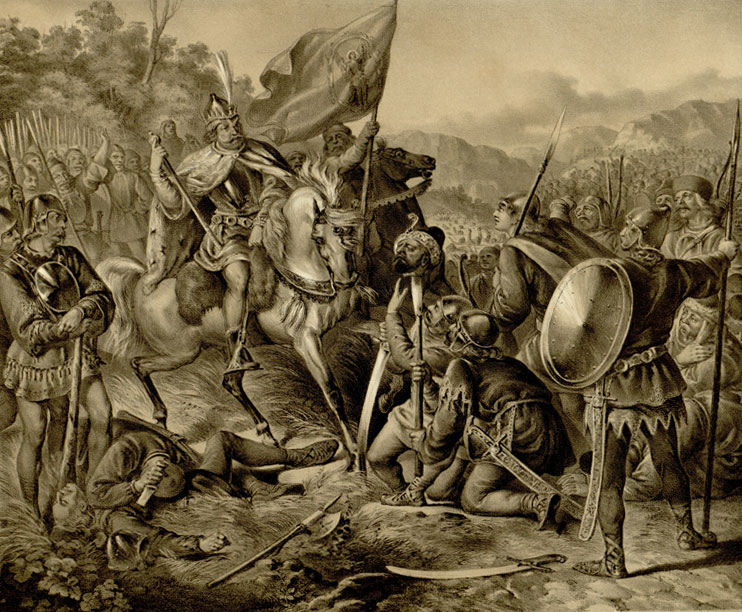

كانت زمرة المغول (التتار) لخانية نوغاي، وهي جزء من القبيلة الذهبية الأكبر، متورطة بشكل كبير في مملكة صربيا في ثمانينيات وتسعينيات القرن الثالث عشر. لُوّح بغزو حقيقي عام 1292، ولكن تفادته صربيا عندما قبلت سيادة المغول. كان اندفاع زمرة نوغاي في البلقان يهدف للوصول لمدى أبعد من صربيا. في عام 1292، أدى ذلك إلى عزل ونفي الملك جورج الأول ملك بلغاريا.
كان الصراع المتقطع مع القبيلة الذهبية المواجهة الرئيسية الثانية للصرب مع المغول بعد الغزو المغولي لصربيا عام 1242.

## 1282-1283
في عام 1282، غزا الملك الصربي ستيفان ميلوتين مقدونيا الشمالية، التي كانت جزءًا من الإمبراطورية البيزنطية. كان الإمبراطور مايكل الثامن مشتتًا في ذلك الوقت بسبب صراعه مع المستبد جون الأول من ثيساليا، ودعا خانية نوغاي لتزويده بالقوات لمهاجمة ثيساليا. أرسلت خانية نوغاي 4000 من الفرسان الذين وصلوا إلى تراقيا في أكتوبر. في 11 ديسمبر، توفي مايكل الثامن. لم يرغب ابنه، أندرونيكوس الثاني، بمتابعة الهجوم على ثيساليا، لذلك أرسل المغول عبر نهر الدانوب، على حد تعبير نيسفوروس غريغوراس، لإضعاف الصرب ثم العودة بالغنائم من نهر الدانوب. وُضع الجيش، الذي يضم مساعدين بيزنطيين، تحت قيادة مايكل تارتشانيوتس.
في أوائل عام 1283، عبرت القوة البيزنطية المغولية نهر الدانوب واحتلت المناطق حتى ليبليان وبريزرين. حاولت مفرزة مغولية عبور نهر دريم لكنها تلقت هزيمة من الصرب. قُبض على زعيمهم، المسمى بلاكهيد وفقًا لرئيس الأساقفة الصربي دانيلو الثاني، وقُطع رأسه. ومع ذلك، عاد غالبية المغول، لأن غريغوراس وصف المهمة بأنها ناجحة.
لم يضعف الصرب أو تردعهم عملية أندرونيكوس. في خريف عام 1283، غزا ميلوتين مقدونيا مرة أخرى، واخترق الطريق إلى كافالا على ساحل بحر إيجة.

## 1284-1285
وفقًا لدانيلو، في أوائل ثمانينيات القرن الثالث عشر، كان الأمراء البلغاريون دارمان وكوديلين يضايقون مقاطعة ماسكو المجرية بمساعدة حلفائهم التتار (المغول) والكومان. في أواخر عام 1284، أعطى الملك لاديسلاوس الرابع ملك المجر ماكسو، بما في ذلك بلغراد وبعض الأراضي في شمال البوسنة، للملك الصربي المخلوع دراغوتين، الذي أنشأ في عام 1282 مملكته الخاصة شمال غرب مورافا. في عام 1285، تحالف دراغوتين مع المجر وهاجم دارمان وكوديلين. صُد هذا الهجوم ودمر البلغار مع مرتزقة الكومان والتتار أراضي دراغوتين. احتلوا ماكسو وأجبروا دراغوتين نفسه على الفرار إلى بلاط ميلوتين.

## 1291-1292
وفقًا لرسالة من الملك أندرو الثالث ملك المجر، في شتاء 1291-1292 تعرضت منطقة ماكسو (التي كانت تحت سيطرة دراغوتين) لهجوم من قبل المغول وأرسل جيشًا هناك للدفاع عنها. كان من الممكن أن يأتي هذا الهجوم على ماكسو من الأراضي البلغارية أو الصربية، وعلى الأرجح من دارمان وكوديلين. في وقت لاحق من عام 1292، تحالف دراغوتين مع ميلوتين وهزموا معًا دارمان وكوديلين. ضم دراغوتين مناطق برانييفو وكوشيفو منهم وفروا عبر نهر الدانوب إلى أراضي المغول. من هناك، حثوا خانية نوغاي دون جدوى على مهاجمة صربيا. بدلاً من ذلك، فضلت خانية نوغاي نهجًا غير مباشر من خلال الموالي لها، أمير الحرب شبه المستقل شيشمان من فيدين.
بعد ضم برانشيفو، نُقلت حدود دراغوتين الصربية إلى أراضي شيشمان. ربما كان حليفًا سابقًا أو حتى تابعًا لدرمان وكوديلين؛ لقد كان بالتأكيد تابعًا للقبيلة الذهبية، والتي ربما تكون قد نصبته في فيدين. في عام 1292، جمع الزنادقة التتار وجنوده ثلاث مرات، على حد تعبير دانيلو، وغزا ميلوتين الصربية. ربما كانت قوات ميلوتين هي العامل الحاسم في انتصار الصرب على دارمان وكوديلين.